# Unidad virtual
Una Unidad Virtual es aquella que se crea a partir del espacio físico de una unidad creando otra nueva independiente con espacio propio. Se pueden crear tantas como admita el equipo en cuestión.
En sistemas Windows, debido a limitaciones técnicas, el número máximo de dichas unidades está ligado al número de caracteres del alfabeto anglosajón (de la A a la Z).

## Usos
Las unidades virtuales son utilizadas exclusivamente para simular imágenes de programas informáticos, películas, juegos, etc.
Su principal ventaja reside en que con ciertas utilidades como Alcohol 120%, CloneCD, Daemon Tools, GmountISO, Nero Burning ROM, Kiso o VirtualBox, se pueden cargar las imágenes, ahorrando por tanto el soporte físico.